# Telecomunicaciones de Honduras

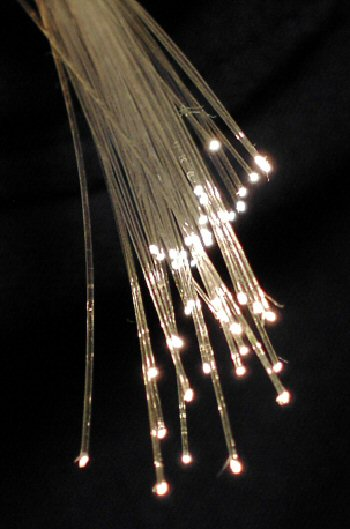
Fibra óptica, utilizada en las comunicaciones de datos y alta definición en el país.

Las telecomunicaciones en la república de Honduras han avanzado aun buen ritmo, innovando en ellas casi al mismo tiempo que los demás países. Honduras incursiona en la telegrafía en 1876, en la telefonía en 1891 y en 1928 comenzaron las primeras transmisiones radiales en el país. 
Se estima que las telecomunicaciones representan el 7,1% del (PIB) en Honduras (2008).

## Prensa
La prensa escrita se inició en Honduras por medio de La Gaceta órgano informativo del Estado. El general Francisco Morazán había introducido al país la primera imprenta con la cual lanzó los primeros comunicados a nivel nacional en forma oficial en 1830. A finales del siglo XIX y a principios del próximo siglo existieron muchos periódicos tanto de ideología conservadora como liberal, los mismos han desaparecido debido a las constantes guerras civiles existentes en el segundo y tercer decenio del siglo XX. El periódico más antiguo de la era moderna es el diario La Prensa, fundado el 26 de octubre de 1964. Este diario, junto a Diario Tiempo, originan sus ediciones desde la ciudad de San Pedro Sula. Otros diarios importantes son: El Heraldo y La Tribuna de Tegucigalpa. Entre los nuevos diarios se encuentran El Libertador y otros como: HonduDiario.com, Proceso Digital, entre otros, pueden descargarse su aplicación en smartphone o consultarse en la computadora las noticias y sucesos diarios.

## Telégrafo
En 1876 durante la administración del Doctor Marco Aurelio Soto "reformador de la república" se mandaron a plantar los postes e instalar las líneas de telégrafo, inaugurándose así las primeras líneas telegráficas que comunicaban a las ciudades de La Paz y Comayagua posteriormente en 1887 se unieron la ciudad de Tegucigalpa y en 1880 a la ciudad de San Pedro Sula. 
En 1877 para mejorar las comunicaciones entre Honduras y el resto del mundo se suscribió un contrato entre el gobierno y el empresario J. A. Braam para la instalación de un cable telegráfico submarino entre Puerto Cortés y el cabo de San Antonio en Cuba, punto en que se uniría esta línea con las internacionales que comunicaban con Estados Unidos de Norteamérica, Europa, Las Antillas y Panamá.
En 1928, la dirección General de Telégrafos pasó a llamarse Dirección General de Telégrafos y Teléfonos.

## Radio
La radio en Honduras comienza en 1928, cuando la Tela Railroad Company establece la Tropical radio, siendo la primera estación radial comercial del país, seguida de HRN que empezó a transmitir en 1933.

## Telefonía y Hondutel

Logo de Hondutel

Las primeras concesiones del servicio telefónico, fueron otorgadas en 1891, pero el servicio automático comenzó en 1932 con la instalación de una central telefónica de 1000 líneas en Tegucigalpa. En 1976 se creó la Empresa Hondureña de Telecomunicaciones (Hondutel) y comenzó sus operaciones al año siguiente. 
Actualmente, Hondutel ofrece servicios de Telefonía fija e inhalambrica (821,200 líneas en el 2007), servicio de internet ADSL (Línea de abonado digital asimétrica), servicios de tarjetas pre-pagadas entre otros servicios.

### Telefonía móvil
La telefonía móvil en Honduras se inicia en 1996 con la empresa Celtel que pasa posteriormente a ser Tigo, en 2001 inicia operaciones una segunda operadora de telefonía móvil, la empresa Megatel que pasa a ser Aló y luego pasa a ser Claro, en 2007 inicia operaciones Honducel y en 2008 inicia operaciones la cuarta operadora de telefonía móvil en el país, Digicel, pero luego pasa a ser Claro en 2012.

## Televisión
El pueblo hondureño, comenzó a informarse a través de la televisión en 1959 con el arribo al país de Canal 5 de Corporación Televicentro. A este canal luego se le sumaron los canales 3 y 7 de San Pedro Sula. Poco a poco, se fueron añadiendo a la red informativa del país otros canales como Voz e Imagen Centroamericana (VICA Televisión), Canal 11, Canal 13 de Hondured, el Canal 6 (CBC), Canal 36 y Canal 8, entre otros. La mayoría de los canales de televisión de Honduras tienen páginas web donde se transmite su programación en vivo.

### Canales desaparecidos
| Nombre anterior del Canal | Inicio de transmisión | Observaciones                                                            |
| ------------------------- | --------------------- | ------------------------------------------------------------------------ |
| Telenisa Canal 63         | 1995                  | Cerrado el 1 de octubre de 2003.                                         |
| AVTV Canal 66             | 2000                  | Reemplazado por Maya TV en el 2004.                                      |
| DTV (Digital TV)          | 2008                  | El canal pasa a llamarse "D" Televisión.                                 |
| Tegucigalpa TV            | 2009                  | El canal ha sido cerrado el 22 de marzo de 2013.                         |
| Vica Televisión           | 1986                  | El canal desapareció, siendo reemplazado por VTV el 26 de marzo de 2010. |
| Canal 48                  | 1° de mayo de 1999    | El canal fue reemplazado por Suyapa TV.                                  |
| Beat TV                   | 14 de agosto de 2010  | El canal fue reemplazado por GO TV.                                      |

## Apertura de telecomunicaciones y empresas privadas
En 1995 en Honduras se comenzó con la instalación de la red de fibra óptica haciendo posible la apertura a la moderneidad de las telecomunicaciones y al permisivo operacional en el país de varias empresas especializadas en este rubro, por ejemplo: Cable Color, Amnet. Así como Tigo y Claro quienes proveen a la población con servicios como televisión, telefonía fija, telefonía móvil e internet.

### Empresas de cable desaparecidos
| Nombre                   | Fundación               | Observaciones             |
| ------------------------ | ----------------------- | ------------------------- |
| Microsat                 | 1988                    | Cerrado                   |
| Multivisión S.A. de C.V. | 29 de noviembre de 1989 | A partir de 2005 es AMNET |
| Amnet Honduras S de R.L. | 2005                    | Adquirido por Tigo        |

## Internet
Internet llega al país a principios de los años noventa, es cuando se conecta a varios cables submarinos, los medios de conexión más populares son por medio de internet por cable, telefonía fija e internet móvil.
En 2008, 13,1 de cada 100 hondureños, usaron el Internet regularmente, aunque solo 0,8% eran abonados fijos de este servicio. Esto se debe a la popularidad de los cibercafés, de los distintos barrios y colonias de las ciudades del país.